# 王義廷
王義廷（藝名Mika，1985年4月5日—），台湾女艺人，2006年以網路美女名義參加《康熙來了》，同年成為《我愛黑澀會》固定班底，為黑澀會美眉中活躍一員。
2013年遭當年21歲從事模特兒工作的前男友Joshua（許德駿）在臉書影射偷竊，女方完全否認並不認交往過；曾與Lollipop@F小煜、陳冠希、關楚耀傳出緋聞。